# Mi Comisariato
Mi Comisariato es una cadena de supermercados de Ecuador perteneciente a Grupo El Rosado. Fue fundada en 1958 por Alfredo Czarninski, quien abrió en las calles Nueve de Octubre y Boyacá de la ciudad de Guayaquil el "Supermercado El Rosado", que fue el primer local de autoservicios de Ecuador y que con el tiempo dio lugar a Mi Comisariato.
Hasta septiembre de 2008, Mi Comisariato poseía 26 locales a lo largo del Estado, además de 9 incluidos bajo el modelo Hipermarket. En el año 2012, Mi Comisariato (junto con las otras marcas de El Rosado) facturó $867,83 millones de dólares, lo que ubicó a Grupo El Rosado como la cuarta empresa más grande de Ecuador y la segunda del tipo de autoservicios, luego de Corporación Favorita C.A..

## Tiendas hermanas

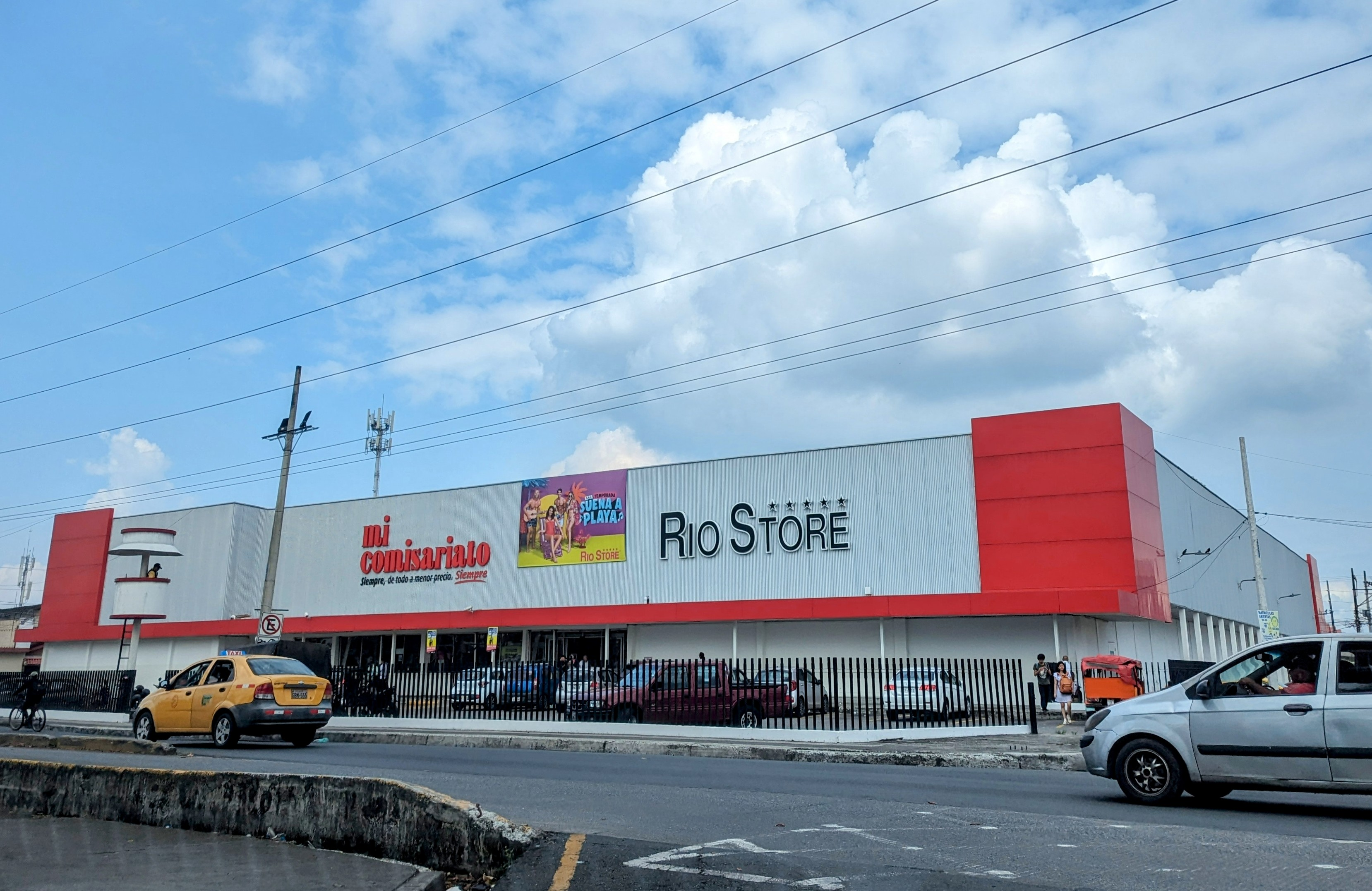
Sucursal de Mi Comisariato en Guayaquil.

Aparte de Mi Comisariato, Grupo El Rosado es dueña de las cadenas de tiendas Ferrisariato, Mi Juguetería y Río Store, que en la mayoría de los casos forman parte o se ubican junto a un supermercado Mi Comisariato.

### Ferrisariato
Ferrisariato es una cadena de tiendas de materiales de construcción. Anteriormente era propiedad de la familia Ginatta, sin embargo fue vendido a El Rosado en 1997 como medida para mejorar las ventas y expandirse.
Todo el personal de las tiendas posee experiencia en ferretería. La cadena otorga servicios a sus clientes como compra al por mayor de artículos, optimación y diagramación de los tableros de madera, corte y roscado de tuberías de acuerdo con las medidas solicitadas, preparación de pinturas y asesoramiento en decoración. El local ubicado en el Hipermarket de Riocentro Norte es la tienda de materiales de construcción más grande de Ecuador. Según la página oficial de Facebook de la cadena, ésta cuenta con 29 locales en todo el país, algunos bajo el concepto de Hipermarket.

### Mi Juguetería
Mi Juguetería es una cadena de tiendas de juguetes y una de las más grandes de Ecuador. Hasta el año 2009 poseía 12 locales en el país.

### Rio Store
Rio Store es una cadena de tiendas de ropa, calzado, lencería y accesorios. Anteriormente fue dirigida personalmente por la fallecida Ruth de Czarninski, esposa del fundador de Grupo El Rosado, el empresario Alfredo Czarninski. Según la página oficial de la cadena, ésta cuenta actualmente con 28 locales en todo el país, algunos bajo el concepto de Hipermarket.

## Hipermarket
Hipermarket es una cadena de autoservicios de Grupo El Rosado que reúne bajo un mismo techo las tiendas Ferrisariato, Mi Comisariato, Mi Juguetería y Río Store. Hasta el 2008 existían nueve complejos bajo este concepto.
- En 2002 se abrió el primer Hipermarket, en el centro comercial Paseo Shopping de la ciudad de Portoviejo.
- A principios de 2004 se abrió el Hipermarket, en el centro comercial Riocentro Sur de la ciudad de Guayaquil. Por sus dimensiones pasó a ser el supermercado más grande del país.[17]

- En noviembre de 2004, El Rosado abrió otro local de la cadena bajo el nombre Hipermarket Norte en Guayaquil, con extensión de 22.000 metros cuadrados[18] y que se convirtió en el nuevo local de autoservicios más grande de Ecuador. Posteriormente se construyó el centro comercial Riocentro Norte en el mismo lugar que el Hipermarket, de este modo fusionándose.[19]

- En septiembre de 2004 fue abierto otro Hipermarket en Guayaquil, bajo el nombre de Hipermarket Albán Borja.[20] En el lugar antes funcionaba un Mi Comisariato que fue ampliado por la empresa y transformado para darle paso al Hipermarket.[21]

- El 25 de septiembre de 2007 se abrió un Hipermarket en Machala, en el centro comercial El Paseo Shopping Machala.[22]

- En noviembre de 2011 se abrió un Hipermarket en Riobamba, en el centro comercial El Paseo Shopping Riobamba.[23]

- En octubre de 2013 se abrió un Hipermarket en el kilómetro 12,5 de la vía a Daule, a sólo 3 kilómetros de El Paseo Shopping Vía a Daule, también de Corporación El Rosado.[24][25]